# Васіліс Константіну
Васіліс Константіну (грец. Βασίλης Κωνσταντίνου, нар. 19 листопада 1947, Марусі) — грецький футболіст, що грав на позиції воротаря.
Виступав, зокрема, за клуб «Панатінаїкос», а також національну збірну Греції.
П'ятиразовий чемпіон Греції.

## Клубна кар'єра
Народився 19 листопада 1947 року в місті Марусі. Вихованець футбольної школи клубу «Панатінаїкос». Дорослу футбольну кар'єру розпочав 1964 року в основній команді того ж клубу, в якій провів вісімнадцять сезонів, взявши участь у 302 матчах чемпіонату. За цей час п'ять разів допомагав команді виграти чемпіонат Греції.
Завершив професійну ігрову кар'єру у клубі ОФІ, за команду якого виступав протягом 1982—1984 років.

## Виступи за збірну
1973 року дебютував в офіційних матчах у складі національної збірної Греції. Протягом кар'єри у національній команді, яка тривала 10 років, провів у формі головної команди країни 28 матчів.
У складі збірної був учасником чемпіонату Європи 1980 року в Італії, де був основним воротарем команди.

## Титули і досягнення
- Чемпіон Греції (5):

«Панатінаїкос»: 1964-65, 1966-67, 1968-69, 1976-77, 1981-82